# 広島市立美鈴が丘高等学校
広島市立美鈴が丘高等学校（ひろしましりつみすずがおかこうとうがっこう）は、広島県広島市佐伯区美鈴が丘緑に所在する市立高等学校。

## 概要
開校が1988年と広島県においては昭和時代最後に開校した高校である。

## 沿革
- 1986年（昭和61年）
  - 1月 - 広島県、広島市が協議の上、佐伯区に市立高等学校新設を決定[1]
  - 10月 - 用地造成工事着手
- 1987年（昭和62年）
  - 4月 - 第2学区市立高等学校（仮称）開設準備室設置
  - 7月 - 校舎、屋内運動場、講堂、プール、食堂の第1期建設工事着手
  - 9月 - 校名を「広島市立美鈴が丘高等学校」と正式決定
  - 10月 - 広島県教育委員会より設置許可
- 1988年（昭和63年）
  - 1月 - 広島市立美鈴が丘高等学校開校準備室を広島市立五日市中学校に設置
  - 4月 - 開校。開校式、入学式、PTA発足式
- 2001年（平成13年） - 国際理数コース設置
- 2012年（平成24年） - 国際理数コースの募集を停止

## 著名な出身者

### 放送
- 楪望 - フリーアナウンサー、元テレビ大阪アナウンサー、元広島ホームテレビアナウンサー

### 芸能
- 小西詠斗 - 俳優、モデル
- 東真紀 - シンガーソングライター

### スポーツ
- 唐見実世子 - 自転車ロードレース選手、アテネオリンピック出場
- 松本克也 - バスケットボール選手
- 浦伸嘉 - バスケットボール選手、広島ドラゴンフライズ社長
- 仲摩匠平 - バスケットボール選手
- 小川和美 - バスケットボール選手

## アクセス
- 広電バス[2]「美鈴が丘高校」バス停下車[3]
  - 52-2号線：広島バスセンター・己斐・古江・田方・広島高等技術専門校前方面 - 美鈴が丘高校（広島バスセンターから所要時間約27分）（己斐ではなく市役所前を経由する美鈴が丘高校行き便54-2もある）
  - 28-2号線：アルパーク・新井口駅・鈴が峰住宅方面 - 美鈴が丘高校（アルパークから所要時間約18分）
  - 2-2号線：五日市駅北口・中地・高井方面 - 美鈴が丘高校（五日市駅から所要時間約15分）
- 「美鈴モール前」バス停下車、徒歩約10分
- 「美鈴が丘小学校」バス停下車、徒歩約3分